# Lithops bromfieldii
Lithops bromfieldii är en isörtsväxtart som beskrevs av L. Bol. Lithops bromfieldii ingår i släktet Lithops och familjen isörtsväxter. Utöver nominatformen finns också underarten L. b. glaudinae.

## Bildgalleri

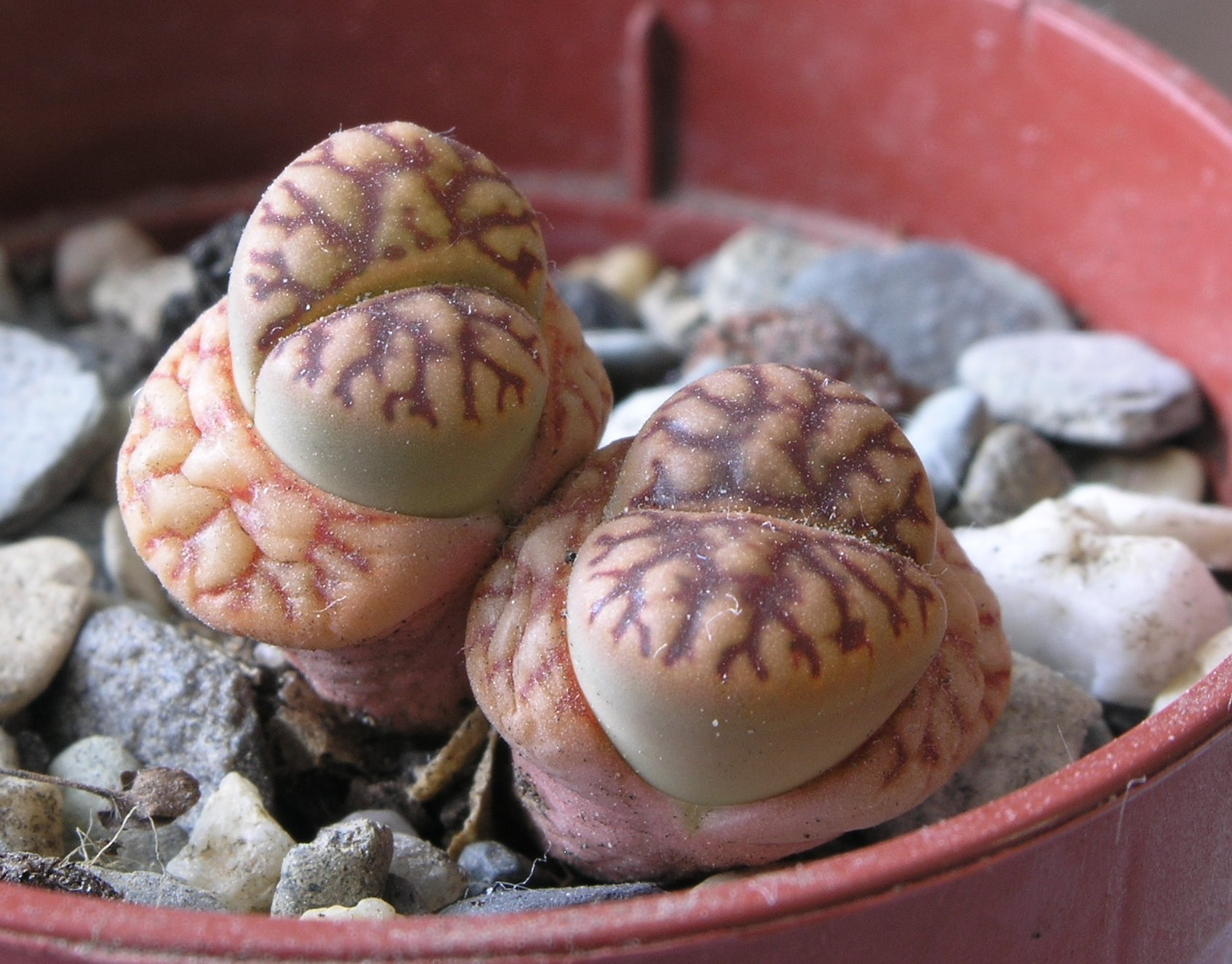
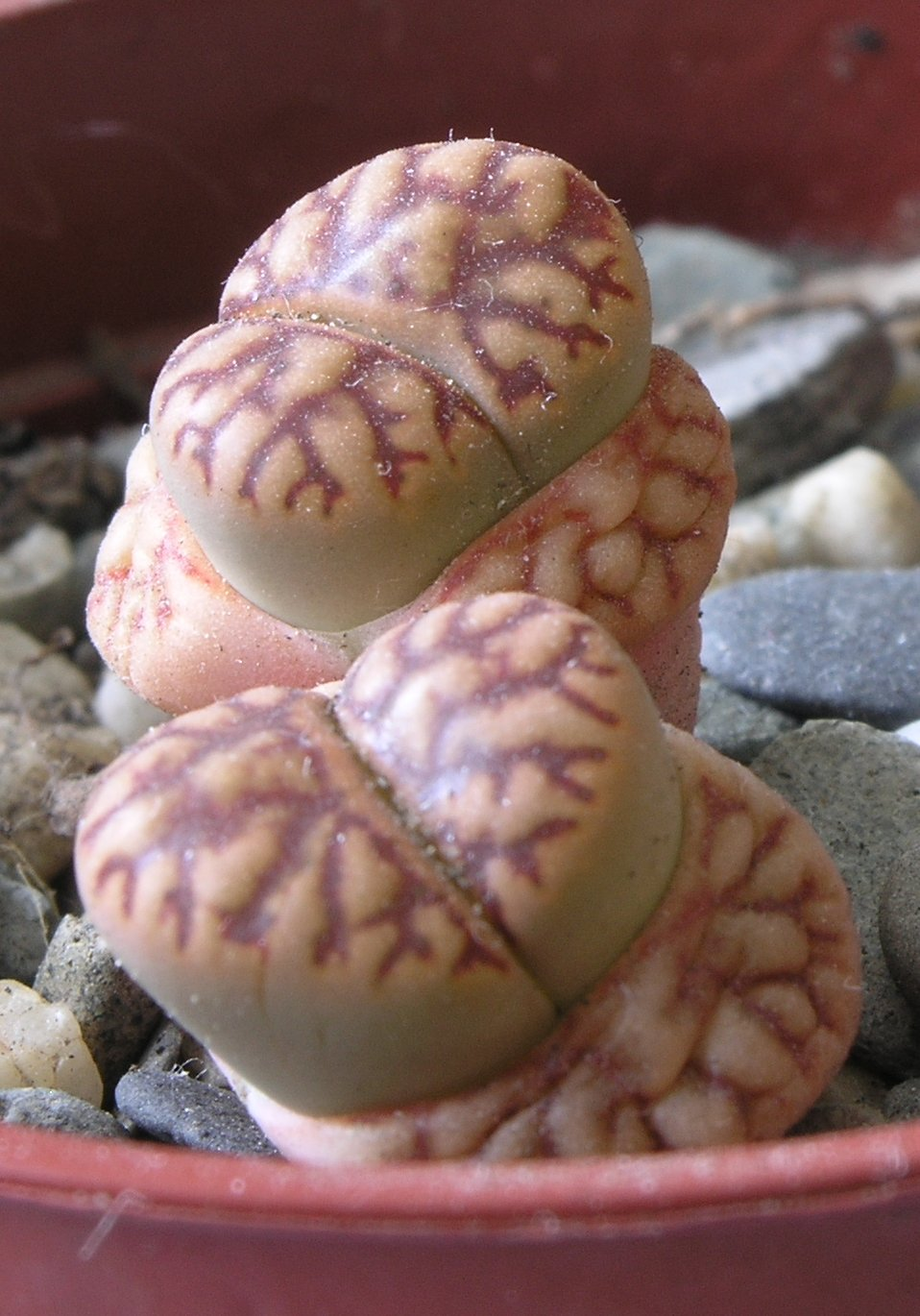
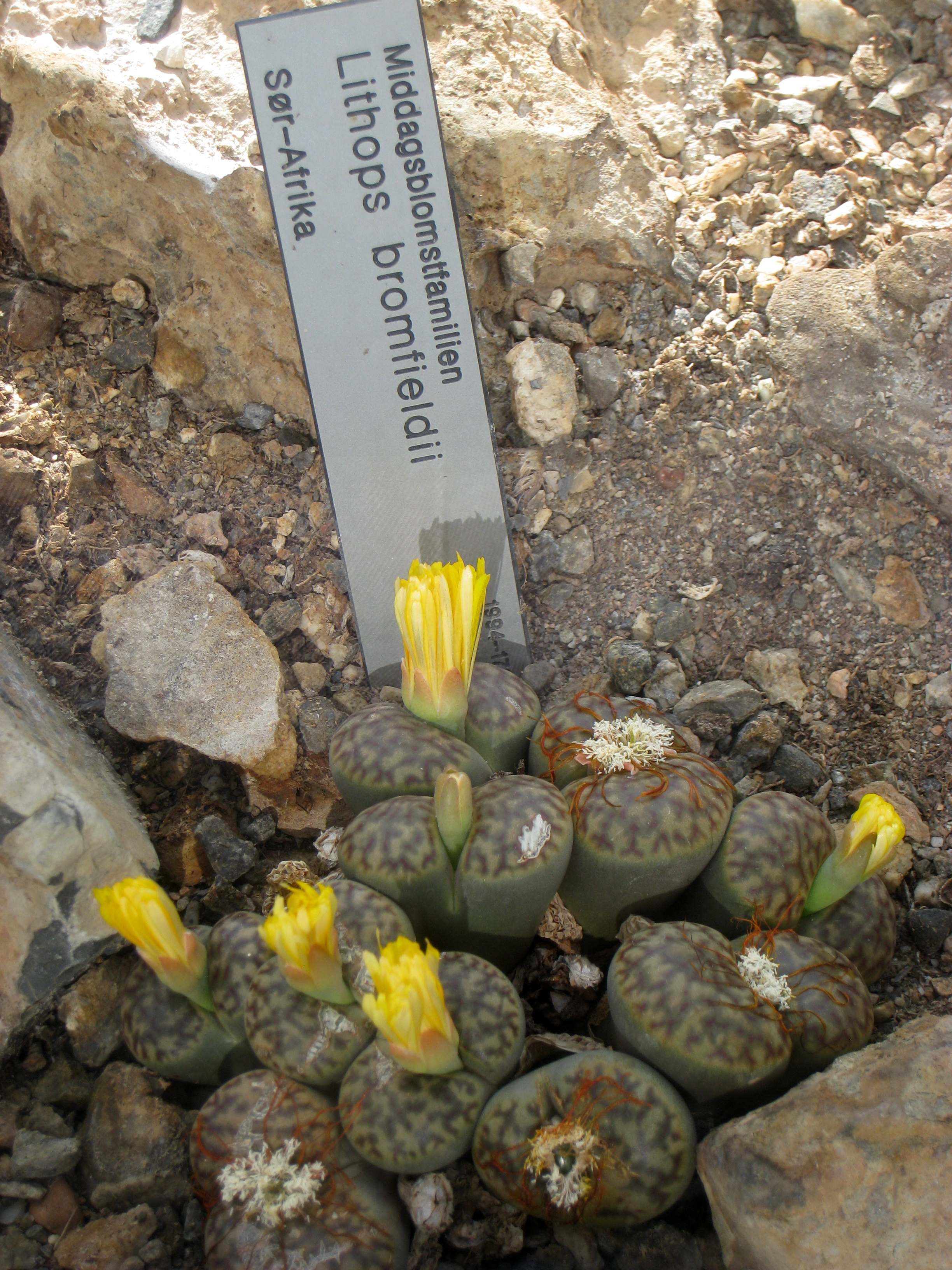
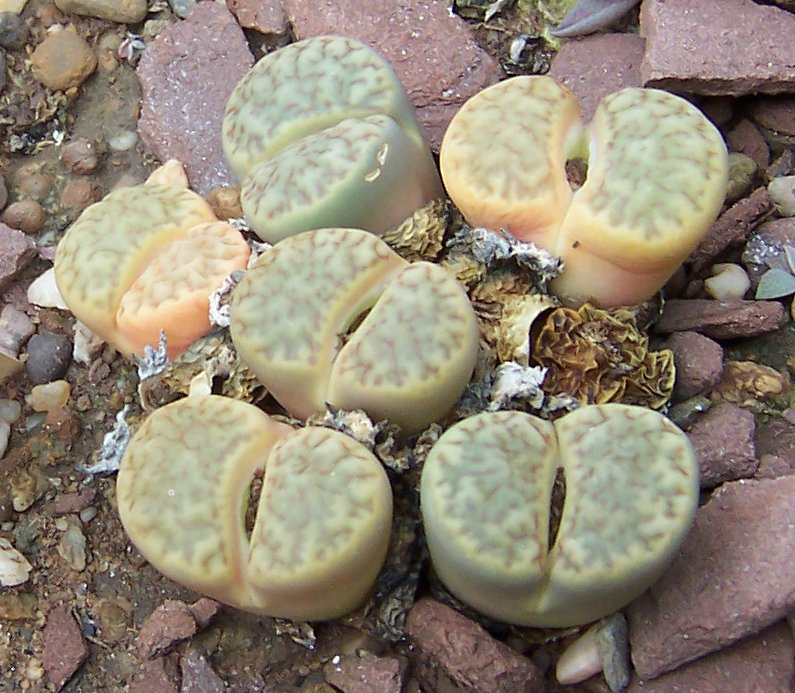
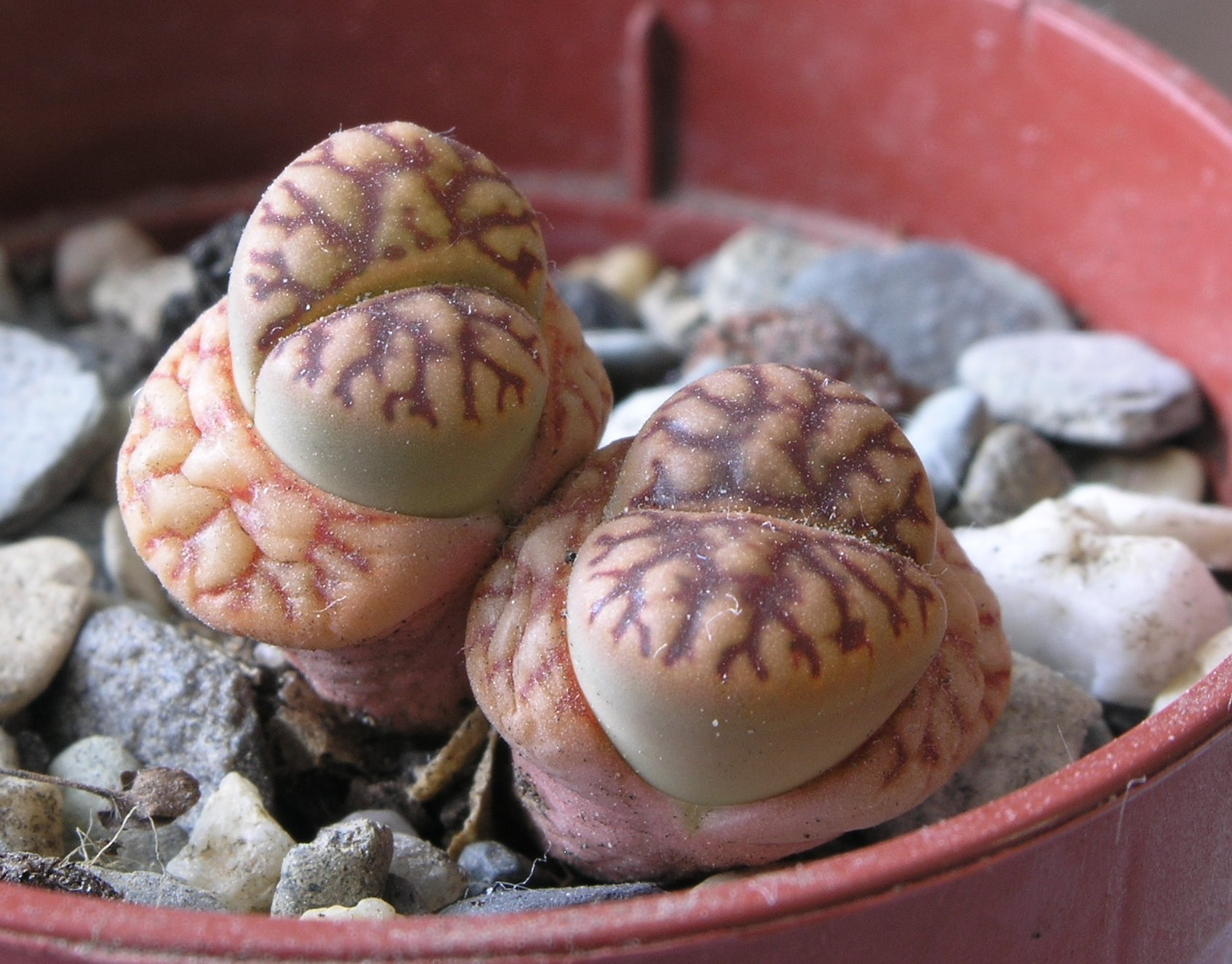